# 洛切里
洛切里（義大利語：Loceri），是意大利撒丁大区努奥罗省的一个市镇。总面积19.31平方公里，人口1231人，人口密度63.7人/平方公里（2009年）。ISTAT代码为105011。